# Эналиаркт

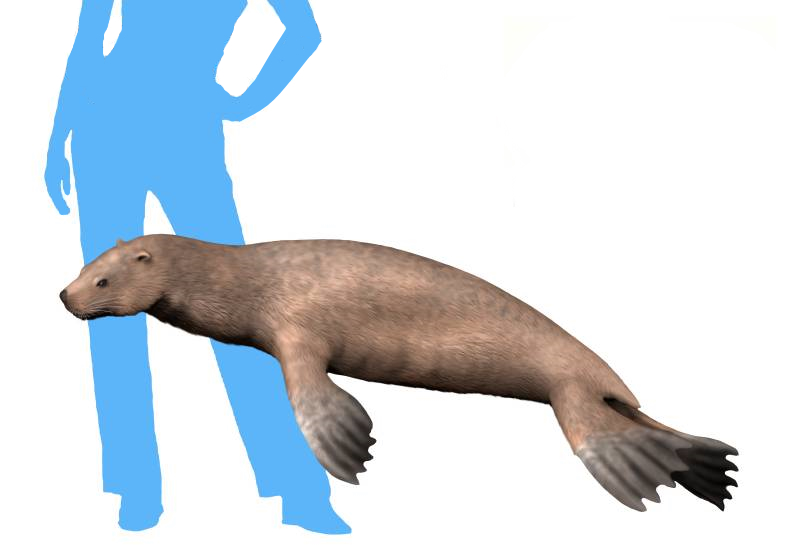
E. mealsi, реконструкция

Эналиаркт (лат. Enaliarctos, от др.-греч. ἐνάλιος ἄρκτος — морской медведь) — род вымерших ластоногих. До открытия пуйилы в 2009 году эналиаркты считались самыми древними ластоногими.
Ископаемые остатки найдены в породах позднего олигоцена и раннего миоцена (24—22 млн лет назад) в Калифорнии и Орегоне.

## Описание
Тело было покрыто шерстью. Хвост был коротким, а лапы короткими и толстыми, непропорциональными телу. На лапах были перепонки. Хищные зубы были острыми, что отличает эналиарктов от современных рыбоядных ластоногих. Предположительно, эналиаркты охотились на суше. Для плаванья использовали обе пары конечностей. У них также имелись зоркие глаза, чувствительные волоски, специальное внутреннее ухо для слуха под водой и специальные лёгкие, позволяющие надолго задерживать дыхание.

## Классификация
В настоящий момент выделяют пять видов эналиарктов.
- † E. mealsi
- † E. barnesi
- † E. emlongi
- † E. mitchelli
- † E. tedfordi